# 撒拉斐爾
撒拉斐爾 (希伯來語：שאלתיאל‬，英語： 或 、；東正教譯撒拉斐伊爾)，名字意為「向神祈禱」或「神之禱告」，是東正教會和民間天主教傳統中的七大天使長之一。

## 形像
祂在聖像中被描繪為一位雙目低垂，雙臂交叉於胸前，正在虔誠祈禱的天使形像。祂有時也被描繪為以下跪之姿祈禱，祈禱被認為是祂的特性。提爐是祂的另一象徵標誌。

## 主保
在東正教和某些天主教傳統中，撒拉斐爾通常被看作是祈禱和團體服侍的守護聖者。

## 禱文
在東正教和民間天主教傳統中經常被誦唸的一篇聖撒拉斐爾代禱禱文：